# 千妙寺
千妙寺（せんみょうじ）は、茨城県筑西市にある天台宗の寺院。

## 歴史
834年（承和元年）、慈覚大師円仁によって開山された。当時は現在地から約6キロメートル南東の同市赤浜に位置していた。その後、平将門の兵乱（承平天慶の乱）により、伽藍が焼失した。
1351年（観応2年）、崇光天皇の命により亮守が現在地に中興した。そして、これまで「承和寺」と称していたのを「千妙寺」に改称した。
現在、天台宗の「関東総本山」の寺格は、東京都台東区の寛永寺が持っているが、寛永寺創建までは当寺が天台宗の事実上の関東総本山であった。崇光天皇が亮守に再建を命じたのも当寺の重要性を認識していたことによる。そういう経緯もあり、多くの文化財を所蔵している。当寺では「伝法灌頂」と呼ばれる秘法が伝えられている。現在の天台宗において、この秘法を執り行えるのは延暦寺以外では当寺のみである。

## 文化財
- 絹本著色毘沙門天像1幅（茨城県指定文化財 平成28年1月21日指定）[3]
- 絹本著色日吉山王本地仏曼荼羅図1幅（茨城県指定文化財 平成28年1月21日指定）[4]
- 東睿山千妙寺総本堂（筑西市指定文化財 昭和55年10月20日指定）[5]
- 銅五鈷杵（筑西市指定文化財 昭和58年4月15日指定）[6]
- 銅五鈷鈴（筑西市指定文化財 昭和58年4月15日指定）[7]
- 茅屋山水蒔絵硯箱（筑西市指定文化財 昭和59年3月19日指定）[8]
- 絹本著色刀八毘沙門天星宿像（筑西市指定文化財 昭和59年3月19日指定）[9]
- 絹本著色馬形護法童子像（筑西市指定文化財 昭和59年3月19日指定）[10]
- 絹本著色護法童子像（筑西市指定文化財 昭和59年3月19日指定）[11]

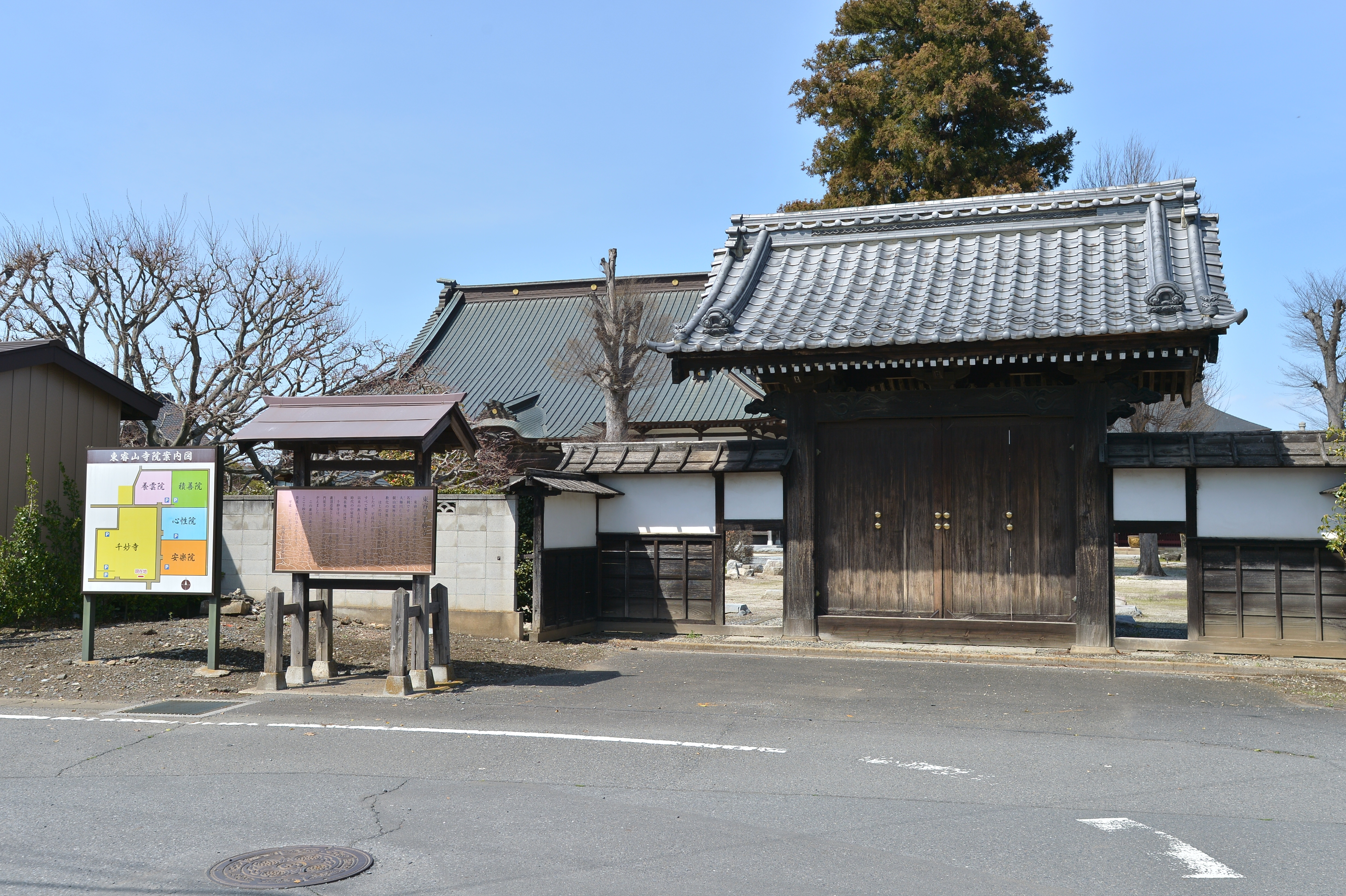
山門
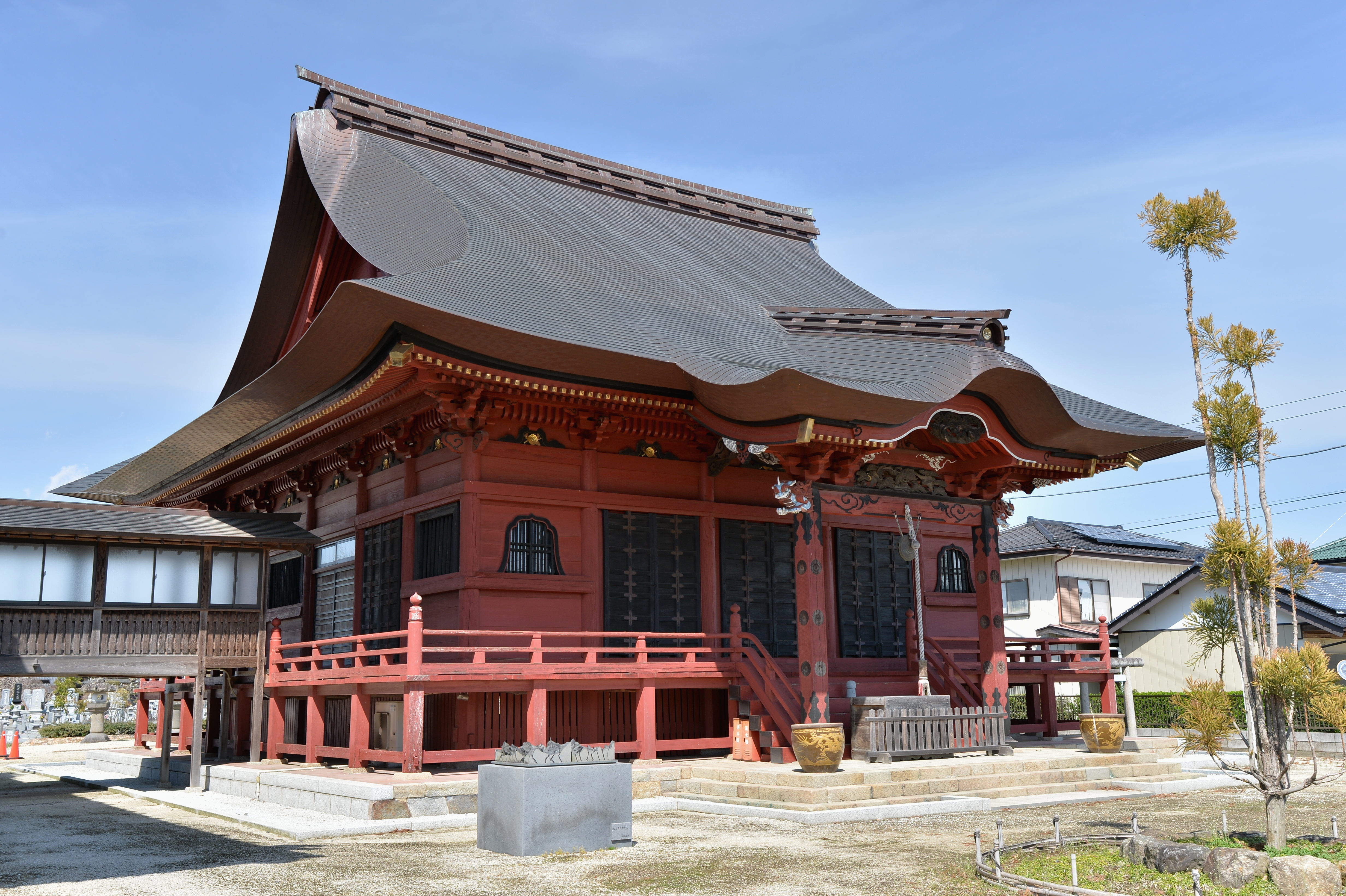
釈迦堂（総本堂）
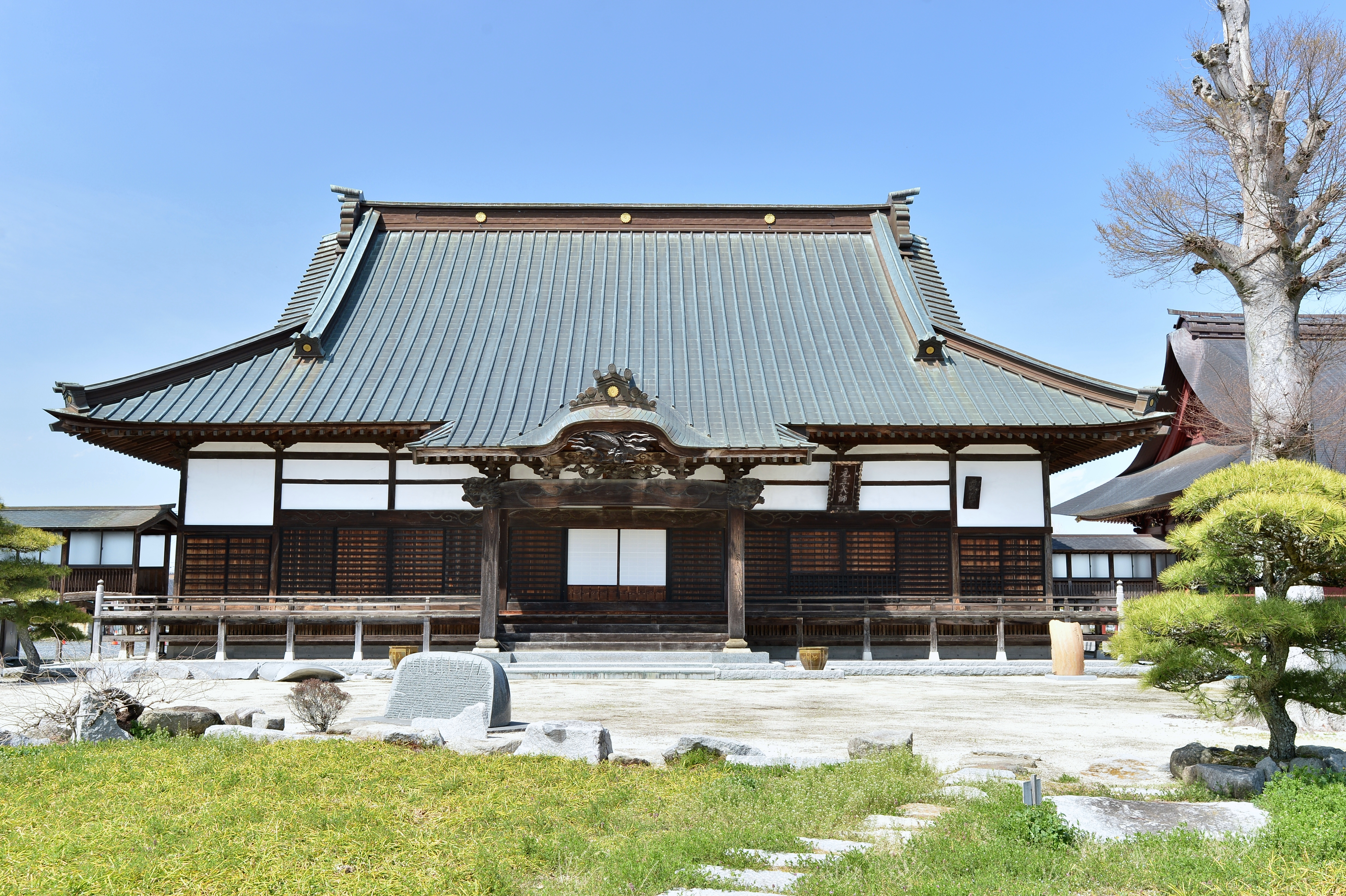
客殿
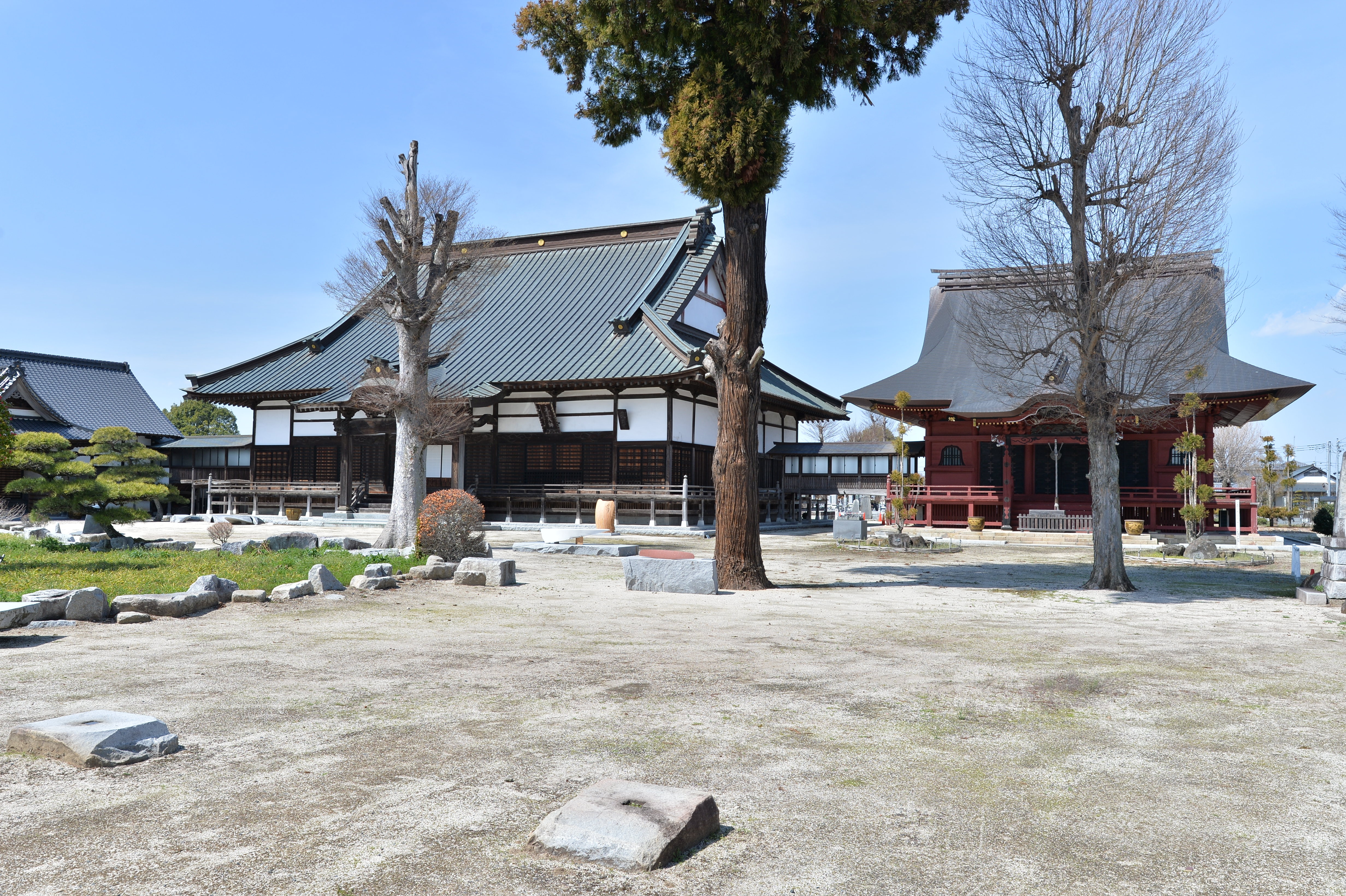
境内

## 交通アクセス
- 黒子駅より徒歩7分。